# Christela Jacques
Christela Jacques là chủ nhân cuộc thi sắc đẹp Haiti được tổ chức Hoa hậu Hoàn vũ Haiti bổ nhiệm làm Hoa hậu Hoàn vũ Haiti 2012. Cô được chọn trong số 20 người khác để giành danh hiệu. Hoa hậu Haiti 2012 và đại diện cho đất nước của mình tại cuộc thi Hoa hậu Hoàn vũ 2012.